# عنجوجو
عُنجوجو هو مكان يُوجد في منتصف مجموعة مهمة من المواقع الأثرية في وادي يامي العلوي على هضبة باندياغارا في بلاد الدوغون بمالي. تتألف مجموعة عُنجوجو الأثرية من أكثر من مئة موقع. تحلل العديد من الطبقات الغنية بالآثار والبقايا النباتية مما ساهمت في إنشاء تسلسل زمني وثقافي وبيئي رئيسي يعتبر حاسمًا لفهم أنماط الاستيطان في دلتا نيجر وغرب أفريقيا، حققت عُنجوجو اكتشافًا لأقدم فخار في أفريقيا ويُعتقد أنها واحدة من أقدم المناطق (بجانب شرق آسيا) التي شهدت تطور صناعة الفخار بشكل مستقل.

## السياق الجغرافي والتاريخي للبحث
تمكّنت التحولات الحديثة في نهر يامي من اكتشاف الثروة الأثرية في عُنجوجو، تسببت فيضانات كبيرة في تغيير تكوين المجرى المائي عن طريق إعادة تصميم جزء كبير من مساره الأدنى بشكل كبير مما أدى إلى تآكل راجع قوي في التكوينات الرباعية المحيطة. هذا الانجراف العمودي الذي يعود إلى تكوينات طبيعية مذهلة مرئية الآن في المنطقة أدى إلى تشكيل شقوق طبيعية تتجاوز ارتفاعها 10 أمتار. تحتوي السلسلة الطبقية المكتشفة على العديد من الطبقات الأثرية التي يمكن تعزيتها بفترة زمنية واسعة تمتد من الباليوثيقني السفلي حتى الوقت الحاضر. يُلاحظ أيضًا تسلسل عُنجوجو بوجود سلسلة من الطبقات الهولوسينية غنية جدًا بالبقايا العضوية المحفوظة بشكل جيد (الفحم، اللقاح، الأوراق، البذور، الخشب)، مما يتيح الفرصة للتعامل مباشرة مع العلاقة بين الاحتلالات البشرية والتغيرات المناخية والبيئية على مر الزمن.
تم اكتشاف عُنجوجو لأول مرة في عام 1994، أدت الأبحاث التي أُجريت في مجمع موقع عُنجوجو بين عامي 1997 و 2004 إلى اقتراح سيناريو أولي لتاريخ الاستيطان البشري في بلاد الدوغون وحتى اليوم، مع ذلك يحتوي على عدة فجوات أثرية أو رسوبية، اعتبارًا من عام 2005 تم توسيع البحث تدريجياً ليشمل صخرة باندياغارا وسهول سينو بهدف اختبار نموذج الاستيطان المحدد في عُنجوجو وفهم الفجوات المختلفة الموجودة في تسلسل وادي يامي وتم اكتشاف العديد من المواقع البليستوسينية والهولوسينية، توقف العمل الميداني في بلاد الدوغون في عام 2011 بسبب تدهور الظروف الأمنية.
يرتبط مصطلح عُنجوجو حاليًا بالبحث الذي يتم تنفيذه ضمن البرنامج الدولي "السكان البشريين والبيئة القديمة في أفريقيا" الذي تم إنشاؤه في عام 1997، يتم تنسيق هذا البرنامج في جامعة جنيف (سويسرا) من خلال مختبر "أرشيولوجي وبيبلمان دي لافريك" في وحدة الأنثروبولوجيا، قسم الجينات والتطور

## التسلسل الزمني للآثار الأثرية والبيئية في أونجوجو

### العصر البليستوسيني
تمكنا من إنشاء تسلسل باليوليتي عالي الدقة في أونجوجو بفضل 50 مشع محفز بصريًا (OSL) بترابط صارم مع تحليل الجيومورفولوجيا للتشكيلات،  بالإضافة إلى ذلك يبدو أن بعض الفجوات الرسوبية المشاهدة في تسلسل البليستوسين في أونجوجو تتزامن مع أحداث مناخية هاينريش الحادة خلال المرحلة النظائرية 3 ((H5 و H4))
أقرب دليل على وجود الاحتلال البشري يظهر في العديد من المواقع في المجمع على شكل صناعة حجرية مكونة من حصى رملية كوارتزية متعددة الأوجه والأشكال المرتبطة بحصى. تشير الجوانب التكنولوجية والنمطية لهذه القطع إلى وجود مرحلة مبكرة من الباليوليتيك وتم ملاحظتها في السياق الاستراتيجي في عدسات من الرمال الخشنة المتصلبة بأكسيد الحديد الملتصق بالصخور الأساسية، تم الحصول على تاريخ OSL للبليستوسين الوسيط النهائي حوالي 180,000 سنة للرواسب التي تغطي هذه التشكيلات وهو يشكل نهاية أنتي كويم لهذه الصناعة الحجرية، لكن الخصائص التقنية لهذه القطع تشير إلى عمر يعود على الأقل إلى 500,000 سنة مضت. على الرغم من الظهور الأثري الواسع الانتشار إلا أن الأشوليان لم يكن حاضرًا حتى الآن في منطقة أونجوجو والبلدة الدوغونية بشكل عام، قد يشير ذلك إلى وجود مناطق في غرب أفريقيا لم تكن تزورها سكان الأشوليان، بينما يوجد تمثيل جيد في المناطق المجاورة
إلا أن جميع صناعات الأدوات الحجرية في البليستوسين في أونجوجو مرتبطة تاريخيًا بالباليوليتيك الوسيط، أول دليل على الباليوليتيك الوسيط في أونجوجو هو نواة ليفالوا تحتوي على إزالات مفضلة وتم العثور عليها منفصلة في سياق استراتيجي. التاريخ المحدد باستخدام تقنية OSL لهذه النواة يضعها حوالي 150,000 سنة مضت خلال البليستوسين الوسيط المتأخر.
اصبحت الاحتلالات الباليوليتيكية الوسيطة في منطقة أونجوجو، وجميعها مواقع في الهواء الطلق، أكثر شيوعًا خلال البليستوسين العلوي: تم تحديد 25 مجموعة نوعية وتقنية مختلفة تعود إلى 100,000 و22,000 سنة مع تركيز خاص خلال المرحلة النهائية 3 بين آخر 50,000 و 30,000 سنة. تتنوع الصناعات بين 100,000 و 20,000 سنة بشكل كبير، من أبرز الأحداث خلال هذا التسلسل ظهور إنتاج الشفرات حوالي قبل 65,000 سنة تلتها تقليل قرصي حوالي قبل 60,000 سنة وظهور قطع ثنائية الوجه على شكل ورقة حوالي قبل 50,000 سنة واختفاء تقنية ليفالوا حوالي قبل 30,000 سنة. كما نجد في التسلسل الباليوليتيك الوسيط صناعة حصى الكوارتز التي تشابه الصناعة الباليوليتيك المبكرة.
كما سمحت دراسة العديد من المواقع في أونجوجو بوصف صناعة جديدة تحتوي على أدوات ضخمة (رابوت) وقطع تم الحصول عليها بواسطة ضرب ثنائي القطب على مطرقة. تم تأكيد وجود هذا النوع من التجميعة لاحقًا من خلال حفر ملجأ صخري على سفح باندياجارا، تنوع صناعات الباليوليتيك الوسيطة وتعاقبها بدون منطق واضح يشير إلى تجديد منتظم للمجموعات البشرية في المنطقة من قبل 20,000 و10,000 سنة، نشهد فترة فجوة كبيرة وذلك بسبب الفترة الجافة المعروفة بـ "أوغوليان"

## الهولوسين

### الهولوسين المبكر (أكثر من 9500 قبل الميلاد - 6750 قبل الميلاد)
عند بداية الهولوسين فقد ظهرت صناعة الفخار في وقت مبكر في أونجوجو، خلال النصف الأول من الألفية العاشرة قبل الميلاد، واجهت المنطقة في ذلك الوقت عودة ظروف مناخية أكثر رطوبة ترتبط بعودة سريعة للمونسون بعد فترة الدرياس الأكبر وتطور سهول نجد مفتوحة على هضبة باندياغارا. في هذا السياق قام السكان بصناعة الفخار المميز بشكل خاص بالأواني الصغيرة والزخارف المطبوعة. إن ظهور الفخار في أونجوجو مرتبط بصناعة حجرية بسيطة ذات نقاط ثنائية الوجه، من المرجح أن تكون هذه الابتكارات مرتبطة بالتغيرات البيئية أثناء تشكل السهول الاستوائية خلال الهولوسين المبكر، والتغيرات في تكوين الحيوانات المصطادة التي نتجت عن ذلك، وتطوير الأعشاب البرية الصالحة للأكل، يرجح بالتالي أن هذه المرحلة تتزامن على الأرجح مع تأسيس نوع من الاقتصاد الزراعي المبكر، يتمثل في استراتيجية الاجتماع الانتقائي والمكثف للحشائش. في الطبقات المؤرخة إلى الألفية الثامنة قبل الميلاد يرتبط الفخار أيضًا بمواد الطحن (حجارة الطحن والكسارات)، بالتالي كانت هذه المرحلة الاحتلالية في أونجوجو مرتبطة بالنيوليت المبكر.
في الألفية العاشرة قبل الميلاد، طور المتحدثون بلغة نيجر-كونغو تكنولوجيا النار واعتمدوا استراتيجية العيش في أونجوجو بمالي. قبل عام 9400 قبل الميلاد، قام المتحدثون بلغة نيجر-كونغو بشكل مستقل بإنشاء واستخدام تكنولوجيا الفخار المكتملة (مثل الفخار والأواني) لتخزين وطهي الحبوب (مثل Digitaria exilis والدخن اللؤلؤي). من الناحية الإثنوغرافية والتاريخية فقد كانت النساء الغربيات الأفريقيات هناك هن الصانعات الرئيسيات للفخار في معظم تقاليد الفخار في غرب أفريقيا وانتاجهن للفخار مرتبط بشكل وثيق بالإبداع والخصوبة. في منتصف الألفية العاشرة قبل الميلاد، هاجر الغربيون الأفارقة الذين يستخدمون المايكروليث واستوطنوا أونجوجو جنبًا إلى جنب مع السكان السابقين في المنطقة، كان السكان السابقين الأفارقة في أونجوجو ينتمون إلى منطقة ثقافية تضم منطقة الصحراء (مثل تنيري والنيجر/تشاد والأير والنيجر وأكاكوس وليبيا/الجزائر وتاجالاغال وتيميت وغيرها) في أفريقيا، بينما كان الغربيون الأفارقة الذين يستخدمون المايكروليث ينتمون إلى منطقة ثقافية تضم منطقة الغابات في غرب أفريقيا.
تعد فترة أوجوليان بين نهاية الألفية العاشرة قبل الميلاد وبداية الألفية التاسعة قبل الميلاد، هاجر صانعو الفخار في أونجوجو - أقدم أنواع الفخار في أفريقيا - مع فخارهم من أونجوجو بمالي إلى الصحراء الوسطى. إلى الآن لا يزال من غير معروف ما إذا كانت ثقافة الفخار في أونجوجو انتشرت حتى بير كيسيبا في مصر، حيث وجدت أواني تشبه أواني أونجوجو، وكانت هناك أدوات للطحن مشابهة لتلك في أونجوجو، وتلتها ثقافات فخارية لاحقة (مثل وادي الأخضر، ساروراب، نبتة بلايا) ويتعين تحديد ذلك. قد يكون ظهور وانتشار الفخار في الصحراء مرتبطًا بأصل فن الصخور الرأس الدائري وكل الصحراء (كل دجادو، أكاكوس، تدرارت)، حيث يحتلان الملاجئ الصخرية في نفس المناطق ولهما تشابه عام (مثل الخصائص والأشكال).في الصحراء الوسطى تلت فترة كل الصحراء وفترة الرأس الدائري الفترة الرعوية، نتيجة لتزايد الجفاف في الصحراء الخضراء قد يكون صيادو الصحراء الوسطى ورعاة الماشية قد استخدموا المسالك المائية الموسمية كطريق هجرة للوصول إلى نهر النيجر وحوض تشاد في غرب أفريقيا.

### الهولوسين المتوسط (6750-3300 قبل الميلاد)
بشكل عام يعكس الوضع المائي لوادي يامي خلال الهولوسين المتوسط السياق المناخي الأكثر رطوبة في أفريقيا الاستوائية بين عامي 5300 و 3000 قبل الميلاد، تتميز احتلال أونجوجو بفجوة أثرية هامة تبلغ حوالي 2000 عام بعد نهاية الهولوسين المبكر. تشير ورشة عمل متخصصة في نقاط الحجر الرملي الكوارتزي ذات الشكل ثنائي الوجه إلى احتلال جديد لوادي يامي بين الألفية السادسة والرابعة قبل الميلاد.

### الهولوسين المتأخر (3300-400 قبل الميلاد)
في انتقال الهولوسين "المتوسط" إلى الهولوسين "المتأخر"، كانت منطقة أونجوجو لا تزال جزءًا من سافانا السودانية المكتظة بالأشجار ومرتبطة بالمستنقعات وتمتاز بتشابهات غينية، بين عامي 2600 و2200 قبل الميلاد، بدأت المناظر النباتية في التغير مما يعكس تحولًا في مناطق النباتات تشير إلى انخفاض في كمية الأمطار واتجاهًا نحو ظروف أكثر جفافًا، من الممكن أنه خلال نفس الفترة زارت سكان رعويون من الحافة الجنوبية للصحراء وادي يامي خلال الهجرة الموسمية. تشير الآثار النباتية إلى استقرار سكان زراعيين في وادي يامي بين عامي 1800 و 1400 قبل الميلاد في سياق مناخي جاف ولكن أكثر رطوبة من الوضع الحالي. بين عامي 1400 و 800 قبل الميلاد، طورت السكان الزراعيون قرى زراعية أو قرى صغيرة في وادي يامي. تشير بعض سمات الثقافة المادية لهذه الفترة إلى روابط مع عدة مناطق تقع في حدود الصحراء والساحل، مثل غورما وميما، مما يعكس تيارًا ثقافيًا واسع النطاق يستمد جزءًا على الأقل من أصوله في منطقة الضارس في جنوب شرق موريتانيا. ينتهي العصر النيوليتي في أونجوجو بين عامي 800 و 400 قبل الميلاد. ثم يتوقف التسلسل الأثري لبضعة قرون، وذلك جزئيًا نتيجة لتغيرات مناخية أكثر جفافًا

### الهولوسين الأخير (400 قبل الميلاد - الحاضر)
من وجهة نظر أثرية تعود الفترة للدوغون إلى أونجوجو من القرن الرابع قبل الميلاد ولكن ذروتها تقع بين القرون السابعة والثالثة عشر الميلادية، تعرف تجميعات الفخار والمعدن لهذه الفترة جيدًا بفضل دراسة موقع دانجاندولون وهو ملاجئ صخرية بوظيفة طقوسية تقع في سفح جبل باندياغارا القريب على موقع دورو-بورو، يُعزى أيضًا مجموعة من المنشآت الجناغارية التي بنيت من الطين بأسلوب اللف بين القرنين الثالث والرابع واستخدمت حتى القرن التاسع الميلادي للفترة الماقبلة للدوغون. تلك الاكتشافات التي سدت فجوة أثرية هامة، تثير تساؤلات حول مفهوم ثقافتي تولوي وتيلم المدروسة في كهوف الجرف القريبة من سانغا.
إن النموذج الذي تم قبوله عمومًا منذ السبعينيات يؤكد على وجود فجوة بين كيانات تولوي وتيلم؛ ليس فقط استنادًا إلى فجوة زمنية واختلافات معمارية ولكن أيضًا من خلال اختلافات ثقافية هامة تكشف عنها التقاليد الفخارية. تشير البيانات الحديثة إلى ضرورة إعادة النظر في هذا النمط الذي يفترض نموذج سكاني ثلاثي الخطوات (تولوي، تيلم ودوغون)، بدلاً من ذلك تشير المعلومات الحديثة إلى أن منطقة الدوغون كانت على مدى الألفين الماضيين منطقة مفتوحة حيث تم دمج العديد من السمات الثقافية عبر المجموعات المهاجرة والحرفيين والأشياء والخبرات من مناطق متعددة؛ مثل ميما ودلتا النيجر الداخلية في الشمال الغربي وغورما أو أودالان في الشرق وبوركينا فاسو أو جنوب شرق السنغال دون حدوث تغيير كامل في السكان.
أظهرت الأبحاث في أونجوجو أيضًا روابط بين سهول باندياغارا والكيانات الجارة من الماندي والجور والسونغاي الإثنولسانية، إن تحليل تجمعات الفخار على السطح من حوالي عشر قرى مهجورة بالقرب من أونجوجو وتواريخ الكربون المشع لإحداها يشير إلى أن سهول باندياغارا كانت مأهولة بالدوغون من القرن الخامس عشر الميلادي. بالإضافة إلى ذلك تكشف الدراسات الإثنوتاريخية عن عدة موجات استيطان من قبل عشائر دوغون مختلفة؛ تلتها عمليات إعادة توطين وإعادة احتلال القرى المرتبطة بأسباب مناخية وبيئية أو سياسية، والتي تنعكس في الوقت الحاضر في عدد معين من النزاعات الأرضية. لقد كانت سكان الدوغون محطة للعديد من الدراسات الإثنوتاريخية والإثنوأثرولوجية وخاصة فيما يتعلق بالتقاليد الفخارية المختلفة والإنتاج المعدني.